# Sagen Maddalena
Sagen Maddalena (/ˈseɪdʒən ˌmædəˈliːnə/; Woodland, 16 de agosto de 1993) é uma atiradora esportiva estadunidense.

## Carreira
Maddalena começou no tiro competitivo de precisão no time estadual como membro júnior do California Grizzlies, competindo em rifle de serviço e sendo capitã do time. Ela dá créditos a esse time por lhe ensinar liderança e trabalho em equipe. Ela participou de sua primeira Civilian Marksmanship Program Highpower National Match em Camp Perry, Ohio, durante o verão de 2010. Sagen foi premiado como Distinguished Rifleman pelo Civilian Marksmanship Program em 2011.
Maddalena competiu no University of Alaska Fairbanks Rifle Team 2013–2018. Durante esse tempo, ela ficou de fora em seu primeiro ano e então competiu nos quatro anos seguintes. Maddalena é quatro vezes NRA First Team All-American em Air Rifle (2014–15, 2015–16, 2016-17 e 2017–18), três vezes NRA First Team All-American em Smallbore (2015–16, 2016-17 e 2017–18), três vezes CRCA First Team Aggregate All-American (2016, 2017 e 2018) e NRA Second Team All-American em Smallbore (2015). Ela ganhou duas medalhas de ouro na President Cup de 2021 em Wrocław e ganhou a medalha de bronze na President Cup de 2022 no Cairo Madalena ganhou duas medalhas de prata e uma medalha de bronze na Copa do Mundo de 2022. Ela ganhou a medalha de prata na Copa do Mundo de 2021 em Nova Delhi. Nos Jogos Olímpicos de Verão de 2024, em Paris, conquistou a medalha de prata na prova de carabina três posições feminino.
Ela é sargento do Exército dos Estados Unidos e atua como atiradora/instrutora na equipe internacional da Unidade de Tiro do Exército.